# Frederik Vilhelm Hegel
Niels Frederik Vilhelm Hegel, född 11 maj 1817, död 28 december 1887, var en dansk bokförläggare. Han var far till Jacob Hegel.
Hegel var son till en dansk flicka, senare gift med en invandrad tysk snickare, enligt familjetraditionen brorson till Friedrich Hegel och vars namn Fredrik Vilhelm erhöll. År 1833 kom han lära hos Jacob Deichman i den Gyldendalske boghandel i Köpenhamn. 1846 övertog Hegel bokhandeln, och 1850 även förlaget, vilket han med sin utomordentliga organisationsförmåga och vakna affärsblick upparbetade till Nordens på sin tid mest betydande förlag. Från omkring 1860 var Hegel förläggare för praktiskt taget alla av de mera kända av de dansk-norska skönlitterära författarna, till vilka han därutöver stod i ett nära vänskapsförhållande med flera.

## Utmärkelser
- Riddare av Dannebrogorden,  1870[2]

[Redigera Wikidata]